# Wspaniały stateczek
Wspaniały stateczek (ros. Γордый кораблик, Gordyj korablik) – radziecki krótkometrażowy animowany film propagandowy z 1966 roku w reżyserii Witolda Bordziłowskiego.
Film wchodzi też w skład serii płyt DVD Animowana propaganda radziecka (cz. 3: Kapitalistyczne rekiny), będącej wizualną formą antologii dotyczącej tej tematyki.

## Zarys fabuły i przesłanie
Film opowiada w symboliczny sposób historię krążownika Aurora, który wywołuje postrach wśród flot wrogich ZSRR państw.
Wspaniały stateczek – mały czerwony statek, będący kopią słynnego krążownika "Aurora" wykonany przez trójkę małych chłopców, pływa po morzach i oceanach i jest z entuzjazmem witany przez wszystkich ludzi na całym świecie. Nikczemna grupa militarystów, obawiająca się jego pozytywnego wpływu na ludzi, podejmuje nieudaną próbę zniszczenia stateczku.
Jego historia, opowiedziana przez narratora, w sposób klarowny ujawnia przesłanie filmu: "Wspaniały stateczek wypłynął jako posłaniec szczęśliwego życia, które jak wiosna po zimie nadejdzie z pewnością dla wszystkich ludzi".

## Animatorzy
Anatolij Pietrow, Władimir Arbiekow, Boris Butakow, Walerij Ugarow, Anatolij Abarienow, Władimir Zarubin